# Euphraise de Clermont
 Eufraise ou Euphraise (en latin Euphrasius) fut un évêque de Clermont au Ve siècle. Il est reconnu comme saint par l'Église catholique romaine et l'Église orthodoxe qui le fêtent le 14 janvier.

## Biographie
C'est probablement en 491 qu'Eufraise succéda  à Apruncule. Pendant son épiscopat, il donna l’hospitalité à Saint Quintien, évêque de Rodez, qui avait été chassé de sa ville à cause de son attachement aux Francs. En 506, il envoya Paulin, un de ses prêtres, au concile d'Agde et assista lui-même à celui d'Orléans en 511. Il mourut en 514 ou en 515,,. 
Il est également connu une correspondance avec saint Rurice de Limoges, évêque de Limoges, et saint Avit, évêque de Vienne.
Sa mémoire est célébrée dans l'Église catholique le 14 janvier,.